# Obârșia, Bacău
Obârșia este un sat în comuna Izvoru Berheciului din județul Bacău, Moldova, România.